# Finn Helgesen
Finn Helgesen   (Drammen, 25 d'abril de 1919 - Lørenskog, 3 de setembre de 2011) va ser un patinador de velocitat noruec que va competir durant les dècades de 1940 i 1950.
Va ser un jove patinador prometedor, que va quedar tercer en els 500 metres als campionats nacionals juvenils de1940, però la seva carrera va ser interrompuda per la Segona Guerra Mundial. El 1945 va reprendre els entrenaments i el 1948 va prendre part en els Jocs Olímpics d'Hivern de St. Moritz, on guanyà la medalla d'or en la prova dels 500 metres del programa de patinatge de velocitat. Quatre anys més tard, als Jocs d'Oslo, fou cinquè en la mateixa prova. En el seu palmarès també destaquen dos campionats nacionals dels 500 metres, el 1947 i 1949.
Es va retirar el 1956 i passà a exercir d'entrenador de patinatge de velocitat al seu club Oslo Skøiteklub durant gairebé 20 anys.